# Picanha

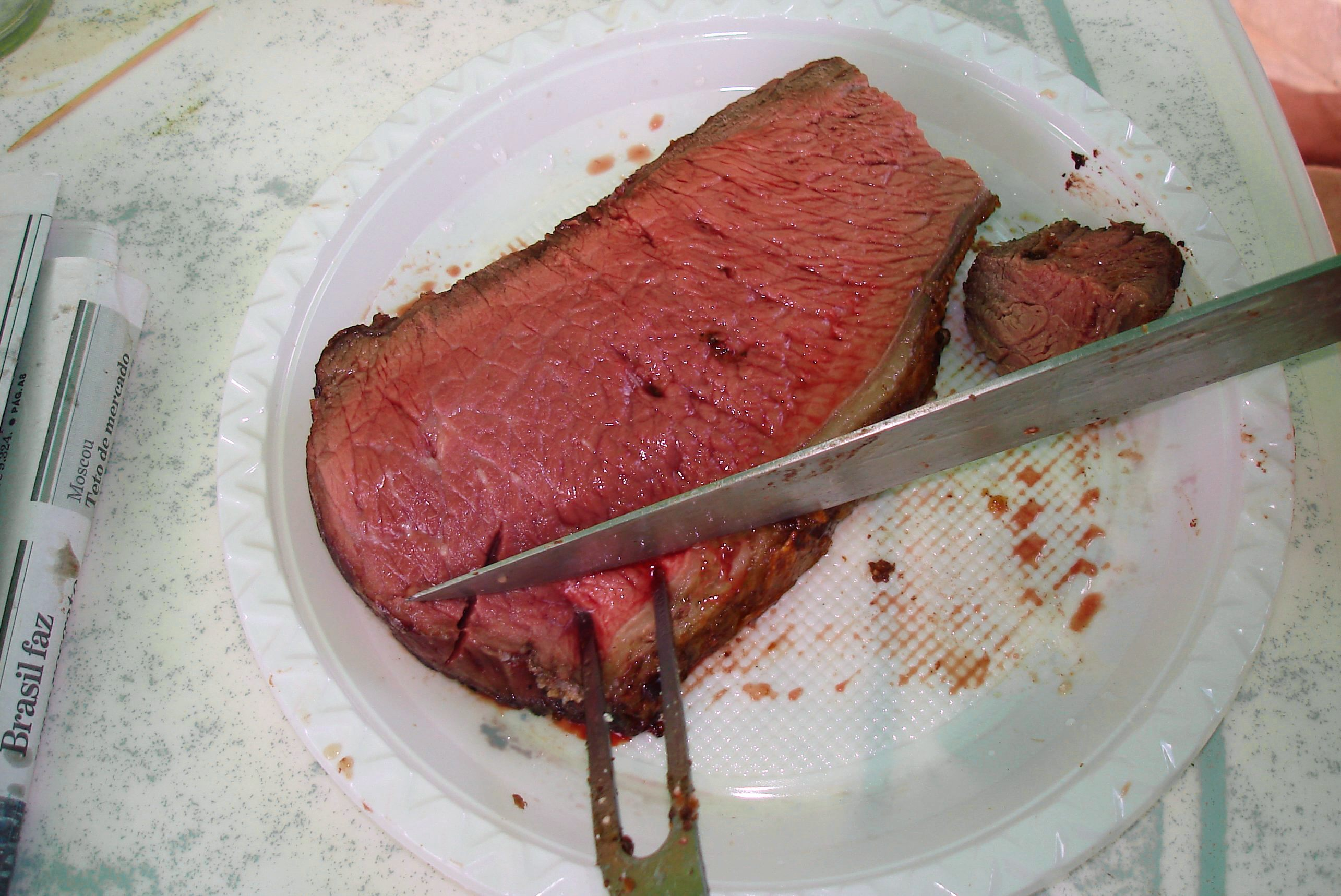

La picanha è un taglio di carne bovina tipico della cucina brasiliana, corrispondente al "codone di manzo" o "punta di sottofesa". Si tratta di un taglio di peso massimo 1-1,1 kg, dalla forma triangolare. Su uno dei due lati è presente un caratteristico strato di grasso spesso un centimetro.

## Utilizzi
Si usa per la preparazione del churrasco, la tradizionale grigliata sudamericana. La particolarità è la cottura diretta al calore della brace, con la carne posta però a una certa altezza, tra i 15 e i 60 cm. Le carni vengono grigliate direttamente sulla "grelha" o preparate su uno "spiedone" a sezione piatta o a V. Durante la cottura il grasso, sciogliendosi, fornisce il sapore caratteristico. Un'altra particolarità del churrasco è la preparazione delle carni rosse per la cottura, che avviene solo con sale grosso (eventualmente macinato, ma sempre grossolanamente).
La picanha può essere cotta al calore diretto sullo spiedone, tagliata in tre o quattro grosse fette ripiegate con il grasso all'esterno. In questo caso occorre rivoltarla spesso e regolarmente per evitare che il grasso coli in quantità eccessiva. La preparazione viene affettata solo nella sua parte esterna e servita, mentre la parte che rimane sullo spiedo viene rimessa in cottura. In alternativa, il taglio può essere arrostito ("asado") a 40 cm dalla brace, iniziando dal lato senza grasso, per una certa durata, indicativamente 40 - 45 minuti.
Il churrasco prevede l'impiego di una grande varietà di carni rosse e bianche e di salsicce, e la picanha ne è senza dubbio la protagonista.